# ラウール・ララ
ラウール・ロドリゴ・ララ・トバル（Raúl Rodrigo Lara Tovar、1973年2月28日 - ）は、メキシコの元サッカー選手。元メキシコ代表。ポジションはミッドフィールダー。

## 来歴
1996年にCONCACAFゴールドカップでメキシコ代表デビュー、全4試合に出場し優勝した。1998 CONCACAFゴールドカップでも優勝、連覇を達成し、1998 FIFAワールドカップにも出場した。2000年までに39試合に出場した。

## 代表歴

### 出場大会
- メキシコ代表
  - 1998 FIFAワールドカップ

### 試合数
- 国際Aマッチ 39試合 0得点（1996年-2000年）[1]

| メキシコ代表 | 国際Aマッチ | 国際Aマッチ |
| 年           | 出場        | 得点        |
| ------------ | ----------- | ----------- |
| 1996         | 10          | 0           |
| 1997         | 10          | 0           |
| 1998         | 8           | 0           |
| 1999         | 10          | 0           |
| 2000         | 1           | 0           |
| 通算         | 39          | 0           |